# Un incubo stupendo
Un incubo stupendo è il quarto album in studio del gruppo musicale italiano Management, pubblicato il 10 marzo 2017 dall'etichetta La Tempesta in associazione con Garrincha Dischi.

## Descrizione
Per la produzione di Un incubo stupendo, il Management si ritira presso la loro regione natia, lavorando su nuovi materiali presso lo Spazio Sonoro di Chieti. La lavorazione del disco è stata affiancata in studio dai membri de Imuri, gruppo teramano formatosi nel 2014 e composto da Lorenzo Castagna, Antonio Atella e Valerio Pompei. L'intera produzione artistica è stata realizzata dal polistrumentista Marco Di Nardo, mentre Manuele "Max Stirner" Fusaroli, già produttore dei precedenti Auff!! (2012) e McMAO (2014), ha curato l'ingegneria acustica e il missaggio dell'album.
Sulla scelta del titolo, il gruppo ha dichiarato, «Abbiamo cercato a lungo una definizione per la vita, per l'amore e per i sogni. Un incubo stupendo ci sembra la più appropriata. Quando si ama disperatamente la vita non si può piegarla alla banalità, bisogna rincorrere ogni secondo lo stupore. È difficilissimo, è un tormento. È un incubo stupendo». I testi presentano una dimensione più intima e cantautoriale rispetto ai precedenti lavori del gruppo, mentre stilisticamente la musica è orientata verso sonorità indie pop e post-punk.
Naufragando è stato estratto come primo singolo del disco nel novembre 2016, seguito da Un incubo stupendo e Il vento nei primi mesi del 2017. Esagerare sempre è stato poi pubblicato come singolo promozionale nei giorni antecedenti l'uscita dell'album.

## Accoglienza
Al momento della pubblicazione, Un incubo stupendo ha ricevuto giudizi positivi da parte della critica specializzata, la quale ha apprezzato la componente cantautoriale dei testi e la maturità stilistica intrapresa dal gruppo. L'album è stato citato come uno dei miglior dischi dell'anno da diverse pubblicazioni, tra cui Indie Zone, Gli stati generali e Mescalina.
Naufragando è stato eletto dai critici del MEI come uno dei migliori singoli dell'anno. Il relativo video, realizzato da Ivan D'Antonio, è stato candidato per il Premio Italiano Videoclip Indipendente.

## Tracce
Testi di Luca Romagnoli, musiche di Marco Di Nardo, eccetto dove indicato.
1. Naufragando – 4:12
2. Un incubo stupendo – 2:59
3. Il vento – 3:40
4. Il tempo delle cose inutili – 3:24
5. Il mio corpo – 3:56
6. Una canzone d'odio – 3:40 (testo: Romagnoli, Paolo Maria Cristalli)
7. Esagerare sempre – 4:31
8. Visto che te ne vai – 3:03 (testo: Stefano Minelli)
9. Marco il pazzo – 3:52
10. Ci vuole stile – 3:01

## Formazione
Di seguito sono elencati i musicisti che hanno partecipato al disco e il personale che ha collaborato alla sua realizzazione:
Gruppo
- Luca Romagnoli – voce
- Marco Di Nardo – chitarre

Altri musicisti
- Antonio Atella – basso
- Lorenzo Castagna – chitarre
- Valerio Pompei – batteria

Produzione
- Management – arrangiamenti; produzione esecutiva
- Andrea Di Giambattista – registrazione
- Marco Di Nardo – produzione; registrazione
- Manuele "Max Stirner" Fusaroli – ingegneria acustica; missaggio; mastering
- Tommaso Giallonardo – grafica
- Valentina Leonelli – grafica